# Technische Hochschule Mittelhessen
Die Technische Hochschule Mittelhessen (THM) ist eine Technische Hochschule für Angewandte Wissenschaften (HAW) mit Standorten in Friedberg, Gießen und Wetzlar sowie Außenstellen in Bad Hersfeld, Bad Wildungen, Bad Vilbel, Biedenkopf, Limburg an der Lahn und Frankenberg (Eder).
Sie wurde 1971 als Fachhochschule gegründet und ist damit eine der jüngeren hessischen Hochschulen. Mit rund 15.600 Studierenden (2023) ist sie die größte der fünf staatlichen Hochschulen für Angewandte Wissenschaften in Hessen und gehört somit zu den größten Hochschulen in der Bundesrepublik Deutschland. Neben ihrem Namen führt die Hochschule die internationale Bezeichnung University of Applied Sciences. Als erste Hochschule für Angewandte Wissenschaften (HAW) eröffnete die Technische Hochschule Mittelhessen 2016 ein eigenständiges Promotionszentrum für Ingenieurwissenschaften und besitzt damit das Promotionsrecht für den Doktoringenieur.

## Geschichte

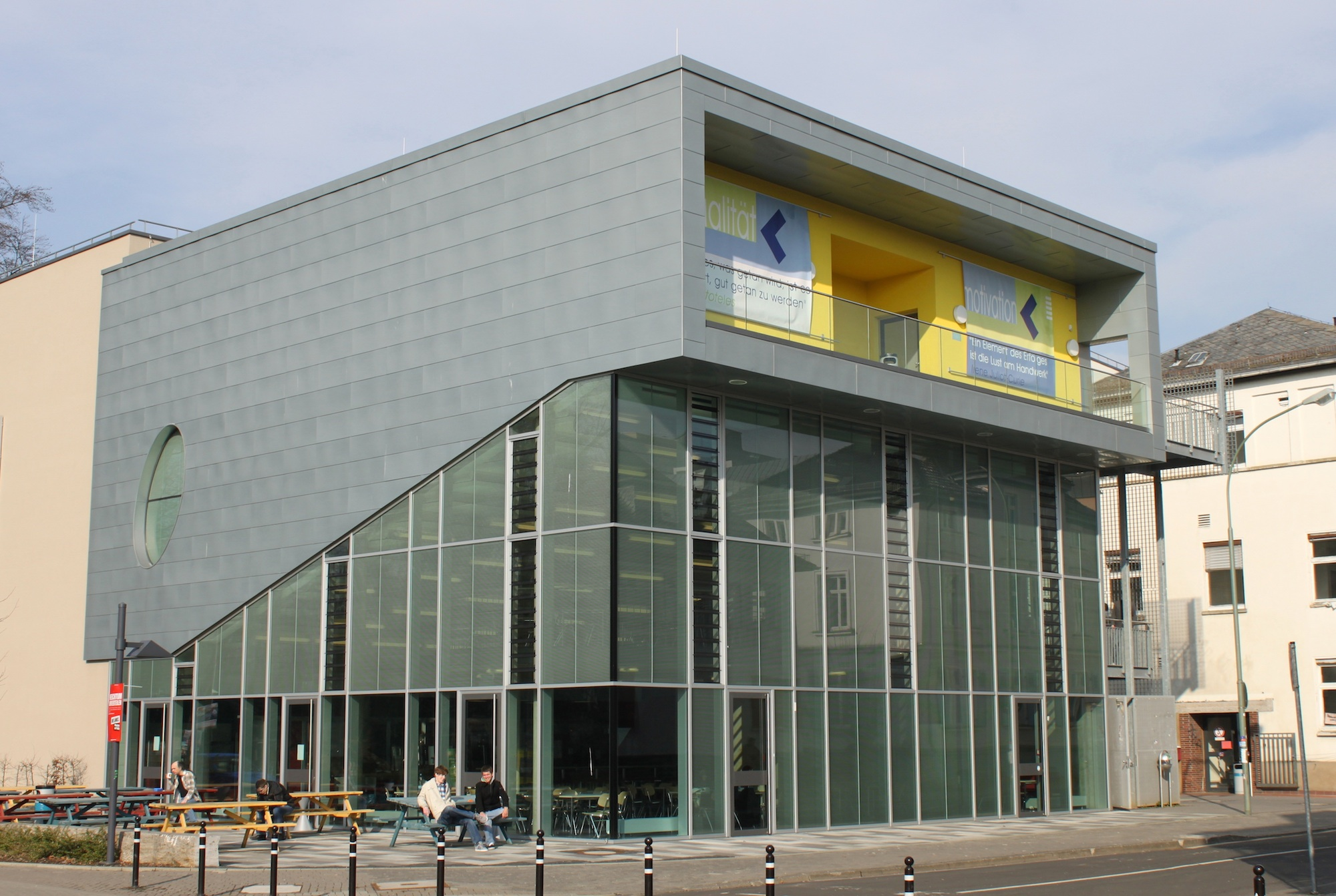
Haus A20, Audimax und „Café CampusTor“ der THM am Standort Gießen

### Standort Gießen
Gewerbeschule
Die Technische Hochschule Mittelhessen hat ihre Gießener Anfänge in der am 14. Januar 1838 vom Landesgewerbeverein Darmstadt in Gießen gegründeten „Schule für technisches Zeichnen“. Auslöser für die Gründung dieser Schule waren verbreitete Klagen, dass Handwerker die Baupläne der Architekten nicht lesen und verstehen konnten. Knapp vier Wochen zuvor war im Dezember 1837 auch in Darmstadt eine Gewerbeschule gegründet worden, die Vorläuferin der heutigen TU Darmstadt (ehem. TH Darmstadt). Damit ist die TH Mittelhessen nur einen Monat jünger als die TU Darmstadt und somit die zweitälteste höhere technische Lehranstalt in Hessen.
In Gießen wurde 1838 außerdem eine „Gewerbeschule“ gegründet. Im Jahr 1840 folgte die Gründung des Gewerbevereins Gießen. Dessen Mitglieder waren unter anderem die Professoren Justus von Liebig und Hugo von Ritgen. Die Gewerbeschule wurde 1842 zu einer „Rechenschule für Handwerker“ erweitert. Sie wurde 1846 mit der Schule für technisches Zeichnen zur „Handwerkerschule“ zusammengeführt. Der Gewerbeverein wurde Schulträger.
Hugo von Ritgen, Professor für Architektur und Ingenieurwissenschaften an der Universität Gießen und später deren Rektor, übernahm 1878 sowohl den Vorsitz des Gewerbevereins, als auch den der Handwerkerschule. Lehrfächer waren 1890: Konstruktives Zeichnen, Baukonstruktionslehre, Baumaterialienlehre, Baustilkunde, Festigkeitslehre, Kostenberechnung, Maschinenzeichnen, Freihandzeichnen und Modellieren, Darstellende Geometrie, Physik, Mechanik, Rechnen und Deutsch.
Die Schule bot 1903 Kurse an, die zur Meisterprüfung führten. Die Staatliche Abschlussprüfung wurde 1909 eingeführt. Der Lehrplan wurde um Kunstgewerbliches Zeichnen und Trigonometrie erweitert. Die Schule wurde 1913 in „Großherzogliche Gewerbeschule – Bauschule“ umbenannt und 1919 um eine viersemestrige Maschinenbauabteilung erweitert.
Im Jahr 1921 erfolgt die Umbenennung in „Staatliche Gewerbeschule Gießen“ mit den Abteilungen: Bauschule, Maschinenbauschule, Kunstgewerbliche Abteilung, Gewerbliche Fortbildungsschule, Schreinerfachschule, Lokomotivführerschule, Eisenbahnwerkmeisterschule und Eisenbahnschule. Eine weitere Umbenennung findet 1925 statt. Die „Staatliche Gewerbe- und Maschinenbauschule der Stadt Gießen“ wurde um das Fach Elektrotechnik erweitert. Die Schule zog 1928 in die „Alte Klinik“ in der Liebigstraße.
Am 12. April 1935 beschloss die Reichskulturkammer den Ausschluss jüdischer Mitglieder. Offenbar reagierte auch die – damals noch – Gewerbe- und Maschinenbauschule Gießen, indem sie Lehrer vom Unterricht ausschloss.
Die Schule wurde 1938 eine dreisemestrige Fachschule für Baugewerbe, Maschinenbau, Maler und Schreiner. Zudem fanden Vorbereitungskurse zur Meisterprüfung für Elektromeister und Schuhmachermeister statt.
Das Schulgebäude in der Liebigstraße wurde bei dem massiven Luftangriff auf Gießen am 6. Dezember 1944, total zerstört.
Polytechnikum, Ingenieurschule
Am 6. Juni 1946 wurde die Erlaubnis zur Weiterführung der Schule erteilt bei gleichzeitiger Umbenennung in „Polytechnikum Gießen“. Vorlesungsbeginn war am 25. Juli 1946 im „Neuen Schloß“ am Brandplatz (Landgraf-Philipp-Platz) mit 216 Studenten, aufgeteilt in 2 Maschinenbau-, 2 Hochbau- und 1 Elektrotechnik-Semester, Studiendauer jeweils fünf Semester. 1947 kamen bereits über 400 Studenten zu den Vorlesungen.
Im Jahr 1954 erfolgte die Umbenennung in „Städtische Ingenieurschule Gießen (Polytechnikum)“. Am 5. Mai 1958 übernahm das Land die Trägerschaft bei gleichzeitiger Umbenennung in „Staatliche Ingenieurschule für Maschinenbau, Elektrotechnik und konstruktiven Ingenieurbau, Gießen“. Die Regelstudienzeit wurde auf sechs Semester erhöht.
Die Vorlesungen wurden abgehalten im „Alten Schloss“ (acht Unterrichtsräume) und in Baracken, davon vier Unterrichtsräume in Baracken im Hof des „Alten Schlosses“ und acht in Baracken hinter dem „Zeughaus“, zwei davon für die Vorsemester I und II. Labor und Werkstätten befanden sich in der Wiesenstraße.
 Umzug in die Wiesenstraße 1963 
Die Ingenieurschule zog am 7. März 1963 aus dem „Neuen Schloß“ am Landgraf-Philipp-Platz, den dortigen Baracken und den Baracken am Zeughaus aus, in einen Neubau an der Wiesenstraße.
Ende der Ingenieurschule Gießen WS 1970/71 
Im letzten Jahr der Ingenieurschule Gießen (im Wintersemester 1970/1971) unterrichteten 59 Dozenten 950 eingeschriebene Studenten.
Fachhochschule Gießen

Logo der ehemaligen FH Gießen-Friedberg

Mit Wirkung vom 1. August 1971 wurde die „Fachhochschule Gießen“ gegründet, die aus den Staatlichen Ingenieurschulen Gießen und Friedberg sowie aus dem Pädagogischen Fachinstitut in Fulda bestand. Am 1. August 1974 wurde der Bereich Fulda ausgegliedert und dadurch die heutige Hochschule Fulda (damals noch Fachhochschule) geschaffen. Am 1. August 1978 erfolgte die Umbenennung in „Fachhochschule Gießen-Friedberg“, um den Standort Friedberg auch im Namen deutlich zu machen.

### Campus Friedberg
Gewerbeakademie
Am 29. Oktober 1901 wurde die von Robert Schmidt (* 1850; † 1928) gegründete Gewerbeakademie Friedberg als Privatanstalt feierlich eröffnet. Als höhere polytechnische Lehranstalt sollte die Gewerbeakademie der Ausbildung von Ingenieuren in den Fachrichtungen Maschinenbau, Elektrotechnik, Bauwesen und Chemie- und Hüttenwesen dienen.
Im Jahr 1908 verkaufte Schmidt die Gewerbeakademie an die Stadt Friedberg, die trotz großer Bedenken in der Bürgerschaft die Trägerschaft übernahm. Aufgrund dieser Veräußerung erfolgte auch der Namenswechsel in „Städtische polytechnische Lehranstalt“. Zunächst blieb der Zustrom an Studierenden aber gering, so dass es seitens der Stadt Friedberg nicht zu verantworten gewesen wäre, eigene Gebäude für das Polytechnikum zu errichten.
Polytechnikum
Wegen zu geringer Studierendenzahlen musste das Polytechnikum während des Ersten Weltkriegs im Sommersemester 1917 geschlossen werden. Die Wiedereröffnung erfolgte 1919. Im Jahr 1922 wurde die erste Studentenküche durch die Studentenschaft in Friedberg eingerichtet. Gegen Ende 1924 erhielt die Lehranstalt einen staatlichen Prüfungskommissar. 1925 wurde eine Fliegergruppe gegründet, aus der sich die spätere flugtechnische Abteilung entwickelte.
Nach dem Ende der Hyperinflationsphase und der Überwindung der damit verbundenen Schwierigkeiten stiegen die Studierendenzahlen an. Im Jahr 1925 waren mehr als 600 Studierende eingeschrieben. Dadurch wurde die Raumfrage kritisch. Die Stadt beschloss einen großzügig geplanten Neubau auf einem verkehrsgünstig gelegenen, groß bemessenen Grundstück in der Nähe des Friedberger Bahnhofs. Im Frühjahr 1927 wurde ein Maschinenlaboratorium auf der Nordseite und im Herbst 1928 ein Elektrolaboratorium auf der Südseite des Geländes bezogen. Zwischen diesen beiden Laboratorien wurde ein drittes, kleineres Gebäude errichtet, das ein Werkzeugmaschinenlaboratorium und eine Gießerei aufnahm. Das geplante langgestreckte Hörsaalgebäude parallel zur heutigen Friedberger Wilhelm-Leuschner-Straße konnte aufgrund der schlechter werdenden Wirtschaftslage und dem dadurch bedingten Rückgang der Studierendenzahlen nicht realisiert werden. Die im Wintersemester 1927/28 eingeschriebenen 592 Studierenden wurden von elf ordentlichen und sechs außerordentlichen Dozenten unterrichtet.
Im Mai 1933 erfolgte die unrühmliche Umbenennung des Friedberger Polytechnikums in „Adolf-Hitler-Polytechnikum“. 1935 wurde die Allgemeine Wehrpflicht wieder eingeführt, so dass die Räume der Bergkaserne an die Wehrmacht zurückgegeben werden mussten. Daher beschloss die Friedberger Stadtverordnetenversammlung, nun doch das geplante Hörsaalgebäude errichten zu lassen. Dieser Neubau wurde im Sommer 1937 feierlich eingeweiht und verband die beiden schon bestehenden Laborgebäude im Norden und Süden miteinander. Das Hörsaalgebäude wurde dringend benötigt, denn nachdem das Polytechnikum in Oldenburg mit dem Wintersemester 1935/36 geschlossen wurde, wechselten 60 Studenten sowie der spätere Rektor, Oberbaurat Gurk, von Oldenburg nach Friedberg über.
Anfang 1940 erfolgte die Umbenennung in „Adolf-Hitler-Ingenieurschule“. Die Abteilungen Bau sowie Architektur wurden nach Mainz und die flugtechnische Abteilung wurde nach Konstanz verlegt. 1941 erfolgte rückwirkend zum Sommersemester 1939 die Reichsanerkennung des Polytechnikums und die Aufnahme in die Reichsliste der höheren technischen Lehranstalten. Dadurch erfüllten Absolventen, die eine Stellung im öffentlichen gehobenen Dienst anstrebten, ein gefordertes Einstellungskriterium. Während des Zweiten Weltkrieges lief der Studienbetrieb weiter. Nach dem Kriegsende wurde 1945 auf Anordnung der amerikanischen Militärverwaltung das Polytechnikum geschlossen.
Ingenieurschule
Nach einer notdürftigen Behebung der im Krieg entstandenen Gebäudeschäden wurde auf Beschluss der Stadtverwaltung das Polytechnikum im Mai 1946 mit den Abteilungen Maschinenbau, Elektrotechnik als Ingenieurschule sowie Hoch- und Tiefbau als Bauschule wieder eröffnet. Kurzzeitig nahm auch die Abteilung Vermessungstechnik, die aber schon drei Semester später nach Frankfurt wechselte, den Betrieb auf.

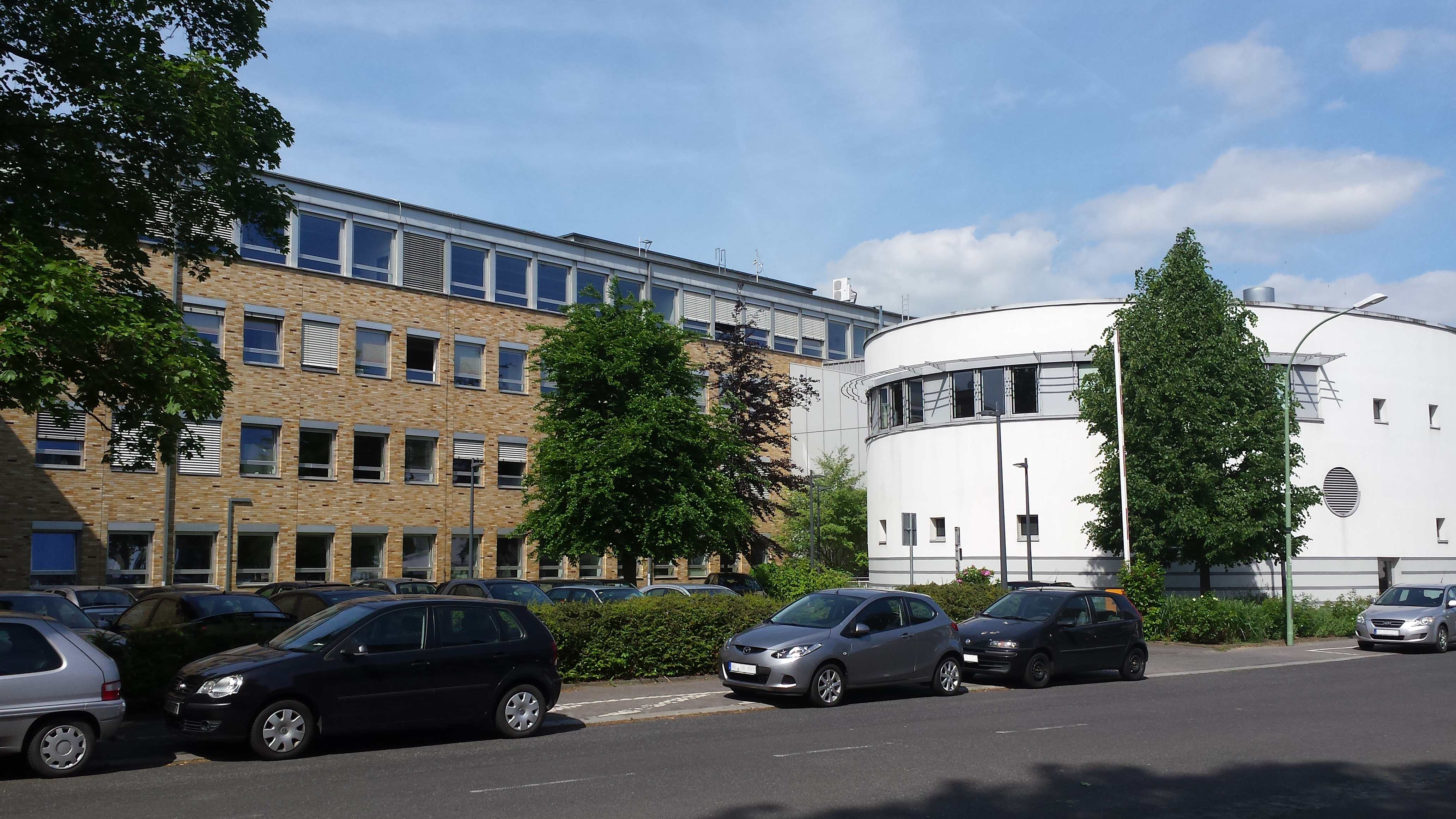
Hauptgebäude der THM, Campus Friedberg

Aufgrund der zu hohen finanziellen Lasten für die Stadt Friedberg übernahm am 1. April 1958 das Land Hessen die Trägerschaft der Hochschule. Damit ging das Städtische Polytechnikum in die „Staatliche Ingenieurschule Friedberg“ über.
1971 wurde die „Staatliche Ingenieurschule Friedberg“ Teil der „Fachhochschule Gießen“, die dann 1978 in „Fachhochschule Gießen-Friedberg“ umbenannt wurde.
Im Wintersemester 1988/89 wurde eine neue Bibliothek bezogen. Die Fertigstellung von drei Anbauten an das Hörsaalgebäude im Jahr 2001 führte zu einer kurzzeitigen Entspannung der als Folge ansteigender Studierendenzahlen eingetretenen Raumnot. Im Jahr 2009 wurde ein neues großes Hochschulgebäude, das auf dem ehemaligen Rüstergelände errichtet worden war, eingeweiht. Des Weiteren wurden in der Hochschulbibliothek umfangreiche Renovierungsmaßnahmen durchgeführt.
Der 1998/99 eingeführte Studiengang Logistik war der erste seiner Art in Deutschland. Mittlerweile werden am Standort Friedberg ein Bachelorstudiengang Logistikmanagement und ein Masterstudiengang Supply Chain Management angeboten.

### Standort Wetzlar

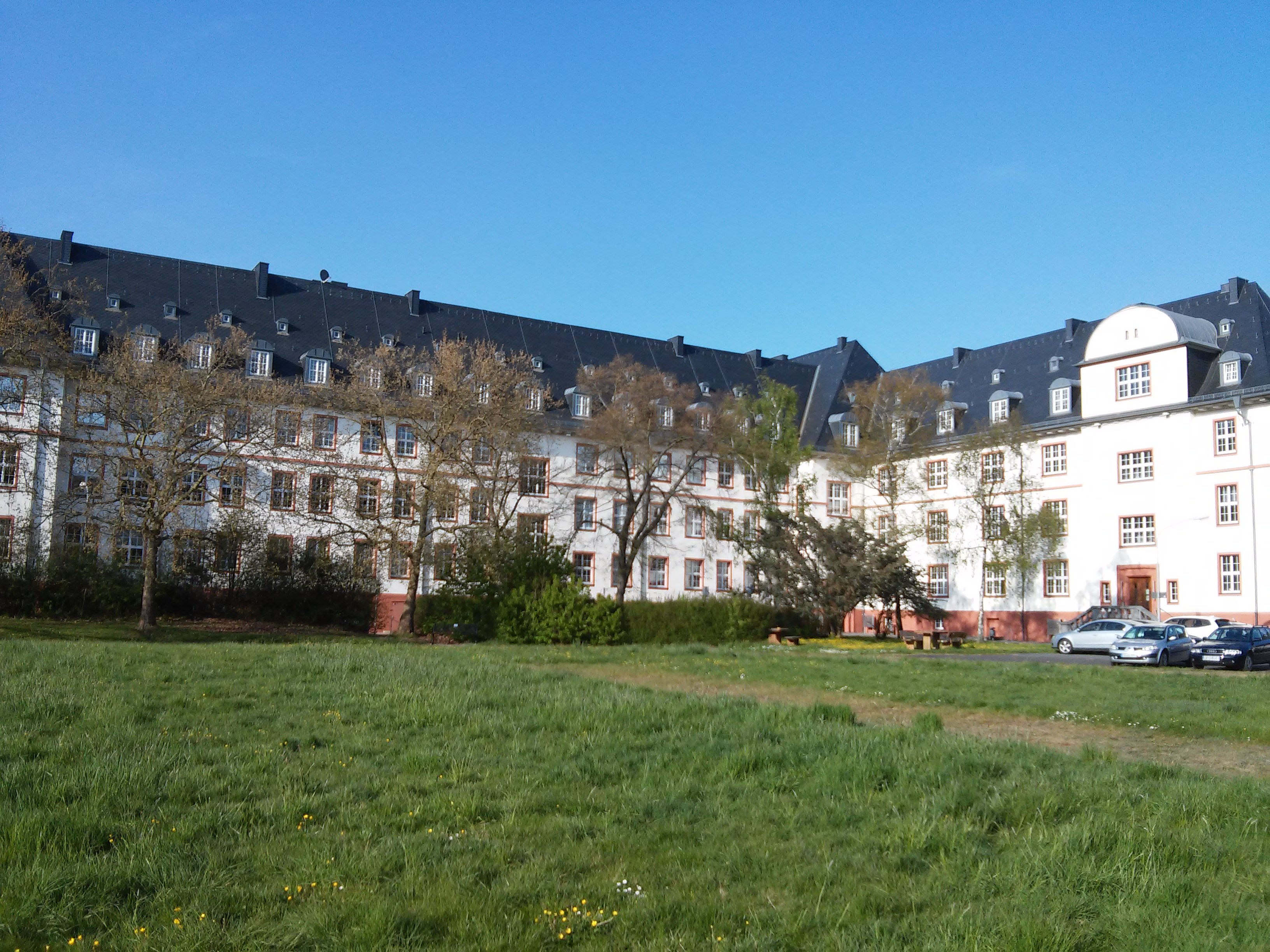
Gebäude A1 am Campus Wetzlar

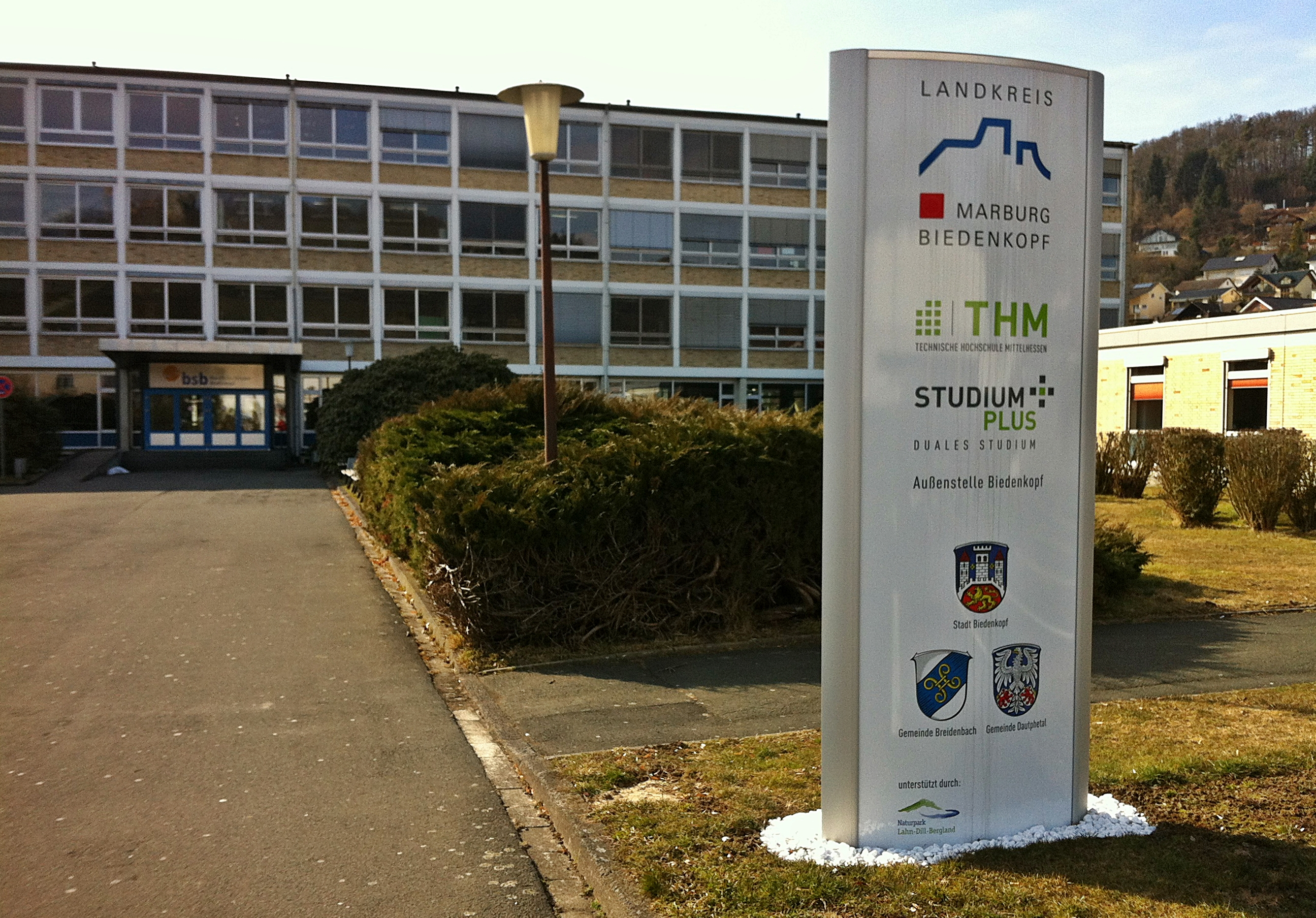
Außenstelle Biedenkopf

Der Standort Wetzlar entstand im April 2001 für die Studiengänge von StudiumPlus am Wissenschaftlichen Zentrum dualer Hochschulstudien (ZDH). Als Campus dient in Wetzlar seitdem ein Gebäudekomplex auf dem Gelände der ehemaligen Spilburg-Kaserne.
Das Duale Studium wird in Kooperation mit den Industrie- und Handelskammern und Unternehmen der Region durchgeführt und verzahnt Theorie und Praxis. Seit 2001 wurde das Studienangebot mit internationalen Hochschulabschlüssen (Bachelor, Master) sukzessive erweitert. Seit Oktober 2010 bestehen Außenstellen von StudiumPlus in Bad Hersfeld, Bad Wildungen, Frankenberg sowie in Biedenkopf (seit 2012), Bad Vilbel (seit 2015) und Limburg an der Lahn (seit 2017). Die Außenstellen entstanden, nachdem die Schließung der Berufsakademie Nordhessen durch deren Gesellschafter beschlossen war.
Organisation: Träger der dualen Studiengänge ist das Wissenschaftliche Zentrum Duales Hochschulstudium der THM mit Sitz in Wetzlar. Es ist für den Aufbau, die Durchführung und Weiterentwicklung der StudiumPlus-Angebote zuständig. Das ZDH wurde von 2001 bis 2022 von Harald Danne und seitdem von Jens Minnert als Leitendem Direktor geführt. Aufgabe des Vereins CompetenceCenter Duale Hochschulstudien – StudiumPlus e. V., ebenfalls mit Sitz in Wetzlar, ist die Förderung der praxisnahen, wissenschaftlichen Ausbildung mit dem Ziel eines Hochschulabschlusses. Das CCD ist Kooperationspartner der THM, in ihm sind über 800 Partnerunternehmen und -einrichtungen der THM zusammengeschlossen. Das CCD wird geleitet vom Vorstandsvorsitzenden Norbert Müller. Das paritätisch besetzte Kuratorium StudiumPlus ist die Schnittstelle zwischen THM und Unternehmen und hat die Aufgabe, das ZDH bei seiner Entwicklung zu beraten und die Nutzung wissenschaftlicher und aus der betrieblichen Praxis gewonnener Erkenntnisse zu fördern. 2011 gründete StudiumPlus ein Fachkuratorium „Ehemalige“, das mit Alumni besetzt ist, sowie ein Regionalkuratorium für die nordhessischen Außenstellen. Seit 2015 ist das ZDH zudem für die Weiterbildungsangebote der THM zuständig.
Eine neue Stiftungsprofessur für Optische Technologien ist erfolgreich auf den Weg gebracht. Dazu äußern sich Ralf Niggemann, Sprecher des Stiftungsrats, Andreas Tielmann, Hauptgeschäftsführer der IHK Lahn-Dill, und THM-Vizepräsident Klaus Behler zu gemeinsamen Überzeugungen und Zielen.

### Allgemeines
Am 21. April 2010 wurde auf der Senatssitzung mit deutlicher Mehrheit beschlossen, den Namen der Hochschule von „Fachhochschule Gießen-Friedberg“ in „Technische Hochschule Mittelhessen“ zu ändern. In dem neuen Namen soll sich auf der einen Seite die regionale Ausdehnung nach Wetzlar widerspiegeln, auf der anderen Seite soll sie aber auch die Gleichstellung mit den universitären Studiengängen durch die Umgestaltung des Studienprogramms in Bachelor- und Masterstudiengänge wiedergeben. Auch der Forschung in den Ingenieurwissenschaften, traditionell ein Schwerpunkt der Hochschule, soll mit dem neuen Namen Rechnung getragen werden.

## Die Hochschule heute

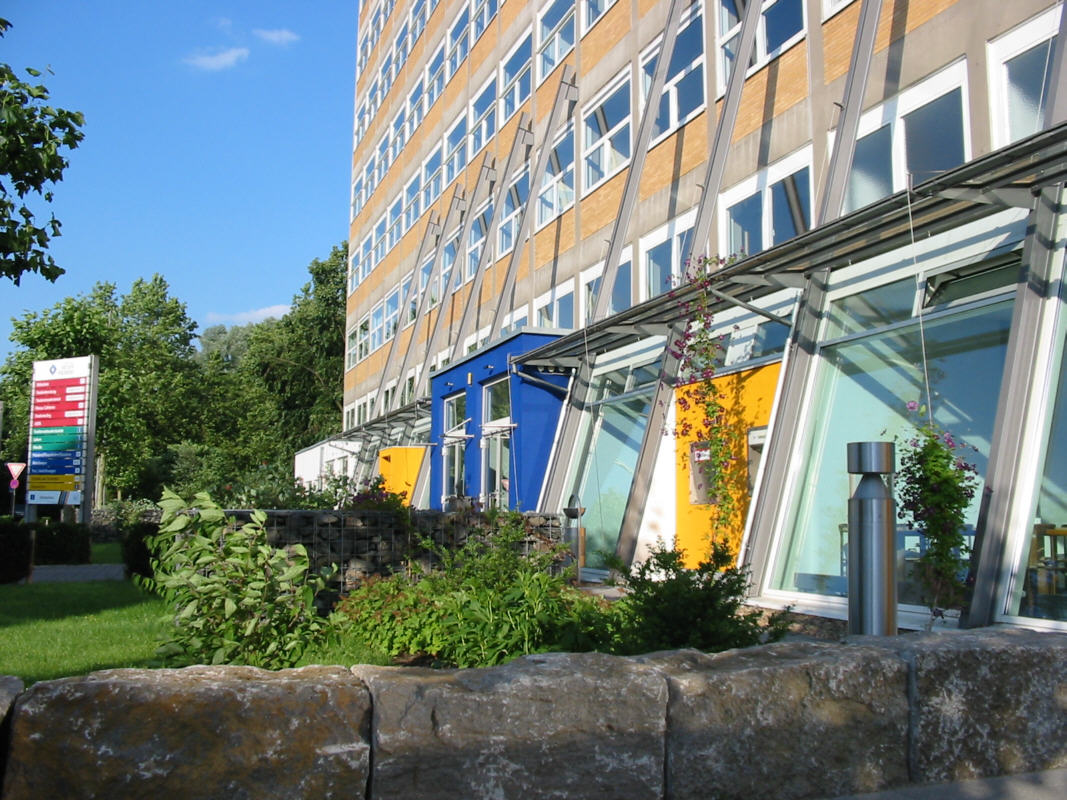
Fassade der Technischen Hochschule Mittelhessen am Campus Gießen (2003)

Zum Wintersemester 1986/87 wurde der Studiengang Informatik erstmals in das Programm aufgenommen. Gleichzeitig wurde der Fachbereich „Mathematik, Naturwissenschaften und Datenverarbeitung“ in die Fachbereiche „Mathematik, Naturwissenschaften und Informatik“ (Gießen) und „Mathematik, Naturwissenschaften und Datenverarbeitung“ (Friedberg) geteilt.
Mit dem ZeVA-akkreditierten Master-Studiengang „International Marketing“ bietet die Technische Hochschule Mittelhessen einen der ersten wirtschaftswissenschaftlichen Marketing-Aufbaustudiengänge in Deutschland in englischer Sprache an.
Die Technische Hochschule Mittelhessen ist Mitglied der Hochschulen für Angewandte Wissenschaften Hessen.
Eine Untersuchung des Bildungsanbieters WBS im Jahr 2019 ergab, dass die Technische Hochschule Mittelhessen mit einem Anteil von nur 10,8 % den geringsten Frauenanteil unter den Professuren aller untersuchten 44 Hochschulen aufwies.

## Fachbereiche in Gießen
- 01 Bauwesen B
- 02 Elektro- und Informationstechnik EI
- 03 Maschinenbau und Energietechnik ME
- 04 Life Science Engineering LSE
- 05 Gesundheit GES
- 06 Mathematik, Naturwissenschaften und Informatik MNI
- 07 Wirtschaft – THM Business School W

## Fachbereiche in Friedberg
- 11 Informationstechnik – Elektrotechnik – Mechatronik IEM
- 12 Maschinenbau, Mechatronik, Materialtechnologie M
- 13 Mathematik, Naturwissenschaften und Datenverarbeitung MND
- 14 Wirtschaftsingenieurwesen WI

## Fachbereiche in Gießen und Friedberg
- 21 Management und Kommunikation MuK

## StudiumPlus – Wiss. Zentrum Dualer HochschulstudienZDHin Wetzlar
- Bauingenieurwesen
- Betriebswirtschaft
- Ingenieurwesen Maschinenbau
- Ingenieurwesen Elektrotechnik
- Ingenieurwesen Mikrosystemtechnik/Softwaretechnologie
- Wirtschaftsingenieurwesen
- Organisationsmanagement in der Medizin
- Prozessmanagement
- Systems Engineering
- Technischer Vertrieb

## Die Codierung im Logo

Logo des Fachbereichs 11 (IEM, Standort Friedberg)

Im Zuge der am 1. März 2011 erfolgten Umbenennung der Fachhochschule Gießen-Friedberg in Technische Hochschule Mittelhessen wurde auch das Hochschul-Logo geändert. Seitdem kann das THM-Logo eine auf Binärcodes basierende Codierung enthalten.
Die Codierung wird durch die elf Quadrate auf der linken Seite des Logos realisiert. Dabei sind grüne Quadrate „aktiviert“ und graue „deaktiviert“.
Sind alle elf Quadrate des Logos grün (wie in diesem Artikel in der Infobox zu sehen), handelt es sich um das Logo für die gesamte Hochschule.
Die linke Spalte steht für die Standorte:
- das untere Quadrat steht für den Standort Gießen
- das mittlere Quadrat steht für den Standort Friedberg
- das obere Quadrat steht für den Standort Wetzlar

In der zweiten und dritten Spalte wird die zweistellige Fachbereichsnummer stellenweise binär codiert dargestellt.
Dabei steht jeweils
- das unterste Quadrat für die 1 (20),
- das zweite Quadrat von unten für 2 (21),
- das dritte Quadrat von unten für 4 (22) und
- das oberste Quadrat für 8 (23).